# Monodelphis sorex
El colicorto selvático (Monodelphis sorex) es una especie de marsupial del género Monodelphis de la familia de los didelfimorfos. Habita en el centro-este de Sudamérica.

## Taxonomía
Esta especie fue descrita originalmente en el año 1872 por el zoólogo alemán Reinhold Hensel.
Localidad tipo
La localidad tipo referida originalmente es: “Provincia de Río Grande del Sur”.  Cabrera, en el año 1958, la restringió a: “Taquara, Río Grande del Sur, Brasil”.
Caracterización y relaciones filogenéticas
Monodelphis sorex Hensel, 1872, es la especie tipo de Monodelphiops Matschie, 1916.
Se propuso que el taxón referido como Monodelphis sorex sea el que Félix de Azara describió como “micouré cinquième” o “micouré à queue corte”. Si esto fuese correcto, Monodelphis sorex Hensel, 1872 —junto con su sinónimo Monodelphis wagneri Matschie, 1916— serían sinónimos de Monodelphis brevicaudis Olfers, 1818, el cual posee 52 años de prioridad. Sin embargo, la verdadera identidad de los animales de Azara no se puede determinar con certeza razonable. A falta de cualquier evidencia convincente, el nombre M. brevicaudis Olfers así como M. wagneri Matschie deben ser tratados como nomina oblita, por tanto no afectan a la validez de M. sorex Hensel ni de cualquier otro Monodelphis que habite en el centro-este de Sudamérica.
Si bien análisis genéticos publicados en 2010 recomendaban un tratamiento de conespecificidad de M. dimidiata con M. sorex, en 2013 se recomendó mantenerla como una especie válida, sobre la base de la morfología de los ejemplares colectados en la provincia de Misiones (Argentina) los que, además de exhibir diferencias en su pelaje, también difieren en varios aspectos en la morfología craneal de sus machos adultos, por ejemplo, los de M. dimidiata tienen una mayor constricción interorbital que los de M. sorex.

## Distribución y hábitat
Monodelphis sorex está presente en el sudeste de Brasil, el norte de la Argentina y el este del Paraguay.

## Conservación
Al sufrir el ambiente donde habita una continua presión de desforestación, se la ha clasificado como una especie “Vulnerable”.